# 全惠珍
 全惠珍 （1970年8月9日—），韩国以韩国小姐出道的演员。

## 主要经历
全惠珍先后就读于金泉中央初等学校、清潭中学、真善女子高等学校、汉阳女子大学。1991年，以韩国小姐“优林”和“明星奖”身份入选，正式踏入演艺圈。

## 出演作品

### 电视剧
- 《女人的时间》（1991年，KBS2）- 夏允美 饰
- 《我们的天国》（1992年，MBC）- 秋仙爱 饰
- 《很般配》（1992年，SBS）- 何智媛 饰
- 《希望》（1993年，KBS2）- 智秀莲 饰
- 《恋人》（1993年，KBS2）- 金玛丽 饰
- 《富人家的女儿》（1994年，KBS2）- 权世玲 饰
- 《三个男人三个女人》（1994年，SBS）- 都勋子 饰
- 《告白》（1995年，SBS）
- 《Project》（1996年，KBS2）- 智英 饰
- 《Icing》（1996年，MBC）- 韩奉熙 饰
- 《只唱一次的歌》（1997年，SBS）- 南顺玉 饰
- 《当你呼唤我时》（1997年~1998年，KBS2）- 吴秀林 饰
- 《玫瑰与黄豆芽》（1999年，MBC）- 爱京 饰
- 《用眼睛说话》（2000年~2001年，MBC）- 许仁京 饰
- 《帝国的早晨》（2002年，KBS1）- 大穆王后 饰
- 《黄色手帕》（2003年，KBS1）- 黄贤智 饰
- 《美丽的诱惑》（2004年，KBS2）- 吴正熙 饰
- 《赤脚的爱情》（2006年，SBS）- 姜多妍 饰
- 《大姐》（2008年，KBS1）- 宋仁玉 饰
- 《VIP》（2019年，SBS）- 李明恩 饰
- 《财阀X刑警》（2024年，SBS）- 赵熙子 饰

### 综艺
- 《家族娱乐馆》（1992年，KBS2） 主持人（MC）
- 《KBS演技大獎》（1994年 ~ 1995年） 主持人（MC）
- 《选择 周六真好》（1997年，MBC） 主持人（MC）
- 《家庭幻想曲》（2000年 ~ 2001年，KBS2） 主持人（MC）
- 《电视承载爱》（2001年，KBS2） 主持人（MC）
- 《KBS8点新闻时间》（2004年，KBS2） 新闻 IN 新闻
- 《重新开始吧》（2011年，CBS）

### 广播
- 1997年 SBS FM《SBS 全惠珍的歌谣乌托邦》...DJ（音乐节目主持人）

### 广告（CF）
- 1991年 爱敬产业 感性洗发水（与李宗恩合作）
- 1991年 爱敬产业 沐浴伴侣
- 1993年 爱茉莉太平洋 爱茉莉化妆品 布里昂斯系列 - 清新三十岁
- 1993年 现代汽车 雅绅特（与柳列合作）
- 1993年 金刚制鞋 埃尔坎托 乐福鞋
- 1996年 科隆时尚 贝拉系列
- 2003年 新道布莱纽 - 高尔夫篇